# 建设路街道 (安庆市)
建设路街道，是中华人民共和国安徽省安庆市迎江区下辖的一个乡镇级行政单位。

## 行政区划
建设路街道下辖以下地区：
建新社区、南门社区、南水社区和钱牌社区。